# Arteră etmoidală anterioară
Artera etmoidală anterioară, este o ramură a arterei oftalmice prezentă pe orbită.  Iese din orbită prin foramenul etmoidal anterior. Artera etmoidală posterioară este posterioară acesteia.

## Anatomie
Artera etmoidală anterioară se ramifică de la artera oftalmică distală la artera etmoidală posterioară. Are un traseu comun cu nervul etmoidal anterior pentru a ieși din peretele medial al orbitei la nivelul foramenului etmoidal anterior. Apoi urmează un traseu prin canalul etmoidal anterior și trimite ramuri care alimentează sinusul frontal și celulele etmoide anterioare și medii ale aerului. După care intră în fosa craniană anterioară unde se bifurcă într-o ramură meningeală și ramură nazală.
Ramura nazală se deplasează prin placa cribriformă pentru a intra în cavitatea nazală și urmează un traseu în formă de canelură pe suprafața profundă a osului nazal. Aici se bifurcă într-o ramură medială și laterală. Ramura laterală furnizează sânge peretelui lateral al cavității nazale și ramura medială către septul nazal. O ramură terminală a ramurii laterale, numită ramură nazală externă, trece între osul nazal și cartilajul nazal pentru a alimenta pielea nasului.

## Ramuri
Artera etmoidală anterioară trimite:
- ramuri către celulele aerului etmoide și sinusului frontal;
- ramura meningeală (vascularizează o anumită porțiune din dura mater a fosei craniene anterioare, a fost numită falxul anterior / artera falcină); [2]
- ramuri nazale (au traseul prin foramenul cribriform pentru a intra în cavitatea nazală)
  - ramură nazală laterală (furnizează sânge peretelui lateral al cavității nazale)
    - ramură nazală externă (furnizează sânge pielii nasului)

  - ramură nazală medială (furnizează sânge septului nazal).